# Mistrovství světa juniorů v ledním hokeji 2014
Mistrovství světa juniorů v ledním hokeji 2014 se konalo od 26. prosince 2013 do 5. ledna 2014 ve švédském městě Malmö.

## Stadiony
| Malmö                                  | Malmö                                     |
| -------------------------------------- | ----------------------------------------- |
| Malmö Arena Kapacita: 13 000 17 zápasů | Malmö Isstadion Kapacita: 5 800 14 zápasů |
|                                        |                                           |

## Herní systém
Ve dvou základních skupinách si zahrálo vždy pět týmů každý s každým. Vítězství počítalo za tři body, v případě nerozhodného výsledku si oba týmy připsali bod a následovalo 5 min. prodloužení a samostatné nájezdy. Tato kritéria rozhodovala o držiteli bonusového bodu.
Z obou skupiny postoupila čtveřice mužstev, která si zahraje čtvrtfinále křížovým způsobem (vítězové skupin se čtvrtými týmy z opačných skupin, druzí si zahrají se třetími). Páté týmy základních skupin si zahrají spolu sérii na dva vítězné zápasy, poražené mužstvo ze série sestoupí z elitní skupiny.
V play-off se v případě nerozhodného výsledku bude prodlužovat deset minut (ve finále dvacet), případně budou následovat trestná střílení.

## Základní skupiny

### Skupina A

#### Tabulka
| Tým          | Kanada | USA | Česko | Slovensko | Německo |  | Z | V | VP | PP | P | Skóre | Body |
| ------------ | ------ | --- | ----- | --------- | ------- |  | - | - | -- | -- | - | ----- | ---- |
| 1. Kanada    | xxx    | 3–2 | 4–5 n | 5–3       | 7–2     |  | 4 | 3 | 0  | 1  | 0 | 19:12 | 10   |
| 2. USA       | 2–3    | xxx | 5–1   | 6–3       | 8–0     |  | 4 | 3 | 0  | 0  | 1 | 21:7  | 9    |
| 3. Česko     | 5–4 n  | 1–5 | xxx   | 4–1       | 0–3     |  | 4 | 1 | 1  | 0  | 2 | 10:13 | 5    |
| 4. Slovensko | 3–5    | 3–6 | 1–4   | xxx       | 9–2     |  | 4 | 1 | 0  | 0  | 3 | 16:17 | 3    |
| 5. Německo   | 2–7    | 0–8 | 3–0   | 2–9       | xxx     |  | 4 | 1 | 0  | 0  | 3 | 7:24  | 3    |

#### Zápasy
| 26. prosince 2013 13:30 | Německo | 2:7 (2:4, 0:2, 0:1) | Kanada | Malmö Isstadion Návštěva: 1861 |  |

| zpráva                |                       |  |                                                                        |
| 2. Saeftel, 16. Möser | 2. Saeftel, 16. Möser |  | 7. Anderson, 11., 18. a 32. Mantha, 19. Horvat, 27. Reinhart,55. Petan |

| 26. prosince 2013 17:30 | Česko | 1:5 (0:2, 0:2, 1:1) | USA | Malmö Isstadion Návštěva: 1321 |  |

| zpráva      |             |  |                                                                 |
| 46. Plutnar | 46. Plutnar |  | 2. Barber, 3. Butcher, 30. Fasching, 38. Slavin, 48. Hinostroza |

| 27. prosince 2013 15:00 | Slovensko | 9:2 (3:0, 3:1, 3:1) | Německo | Malmö Isstadion Návštěva: 533 |  |

| zpráva                                                                                            |                                                                                                   |  |                 |
| 4. a 27. Kolena, 13. a 22. Daňo, 18. Gríger, 31. Gachulinec, 48. Réway, 49. Luntner, 58. Horanský | 4. a 27. Kolena, 13. a 22. Daňo, 18. Gríger, 31. Gachulinec, 48. Réway, 49. Luntner, 58. Horanský |  | 23. a 46. Kahun |

| 28. prosince 2013 13:30 | USA | 6:3 (2:0, 1:2, 1:1) | Slovensko | Malmö Isstadion Návštěva: 1658 |  |

| zpráva                                                                      |                                                                             |  |                             |
| 17. Eichel, 20. O'Regan, 25. Hartman, 50. Grzelcyk, 55. Matteau, 57. Barber | 17. Eichel, 20. O'Regan, 25. Hartman, 50. Grzelcyk, 55. Matteau, 57. Barber |  | 32. Kolena, 33. a 58. Réway |

| 28. prosince 2013 17:30 | Kanada | 4:5 s.n. (1:1, 1:0, 2:3 - 0:0) | Česko | Malmö Isstadion Návštěva: 3011 |  |

| zpráva                                          |                                                 |  |                                                                         |
| 16. Reinhart, 41. Drouin, 52. Ekblad, 54. Hudon | 16. Reinhart, 41. Drouin, 52. Ekblad, 54. Hudon |  | 8. Kämpf, 38. Plutnar, 45. Tomeček, 53. Vrána, rozhodující nájezd Simon |

| 29. prosince 2013 15:00 | Německo | 0:8 (0:2, 0:4, 0:2) | USA | Malmö Isstadion Návštěva: 651 |  |

| zpráva |  |  | |
|        |  |  | 9. Fasching, 12. Kerdiles, 23. Butcher, 24. a 54. Hinostroza, 32. Barber, 34. Grzelcyk, 51. Santini |

| 30. prosince 2013 13:30 | Česko | 0:3 (0:1, 0:2, 0:0) | Německo | Malmö Isstadion Návštěva: 1062 |  |

| zpráva |  |  |                                 |
|        |  |  | 15. a 38. F. Tiffels, 36. Kahun |

| 30. prosince 2013 17:30 | Kanada | 5:3 (1:1, 1:2, 3:0) | Slovensko | Malmö Isstadion Návštěva: 2558 |  |

| zpráva                                             |                                                    |  |                            |
| 19. Lazar, 37. Mantha, 55. Drouin, 58. a 59. Petan | 19. Lazar, 37. Mantha, 55. Drouin, 58. a 59. Petan |  | 2. a 33. Gríger, 28. Réway |

| 31. prosince 2013 13:30 | Slovensko | 1:4 (0:2, 1:2, 0:0) | Česko | Malmö Isstadion Návštěva: 1259 |  |

| zpráva     |            |  |                                                 |
| 40. Kolena | 40. Kolena |  | 1. Pastrňák, 4. Kaše, 22. Procházka, 27. Šidlík |

| 31. prosince 2013 17:30 | USA | 2:3 (0:0, 1:1, 1:2) | Kanada | Malmö Isstadion Návštěva: 3882 |  |

| zpráva                  |                         |  |                                   |
| 24. Barber, 58. Matteau | 24. Barber, 58. Matteau |  | 33. Petan, 44. McDavid, 47. Lazar |

### Skupina B

#### Tabulka
| Tým          | Švédsko | Finsko | Rusko | Švýcarsko | Norsko |  | Z | V | VP | PP | P | Skóre | Body |
| ------------ | ------- | ------ | ----- | --------- | ------ |  | - | - | -- | -- | - | ----- | ---- |
| 1. Švédsko   | xxx     | 4–2    | 3–2   | 5–3       | 10–0   |  | 4 | 4 | 0  | 0  | 0 | 22:7  | 12   |
| 2. Finsko    | 2–4     | xxx    | 4–1   | 3–4 n     | 5–1    |  | 4 | 2 | 0  | 1  | 1 | 14:10 | 7    |
| 3. Rusko     | 2–3     | 1–4    | xxx   | 7–1       | 11–0   |  | 4 | 2 | 0  | 0  | 2 | 21:8  | 6    |
| 4. Švýcarsko | 3–5     | 4–3 n  | 1–7   | xxx       | 3–2    |  | 4 | 1 | 1  | 0  | 2 | 11:17 | 5    |
| 5. Norsko    | 0–10    | 1–5    | 0–11  | 2–3       | xxx    |  | 4 | 0 | 0  | 0  | 4 | 3:29  | 0    |

#### Zápasy
| 26. prosince 2013 15:00 | Norsko | 0:11 (0:5, 0:5, 0:1) | Rusko | Malmö Arena Návštěva: 4260 |  |

| zpráva |  |  | |
|        |  |  | 6. Osnovin, 7. a 38. Zadorov, 7. Žafjarov, 14. a 27. Chlopotov, 16. Grigorenko, 30. Trjamkin, 32. a 49. Slepyšev, 39. Barabanov, |

| 26. prosince 2013 19:00 | Švýcarsko | 3:5 (2:3, 0:0, 1:2) | Švédsko | Malmö Arena Návštěva: 11 109 |  |

| zpráva                           |                                  |  |                                                                  |
| 6. Zangger, 9. Fiala, 42. Herzog | 6. Zangger, 9. Fiala, 42. Herzog |  | 7. Forsberg, 9. Bengtsson, 18. Sundqvist, 43. Djoos, 58. Johnson |

| 27. prosince 2013 17:30 | Finsko | 5:1 (1:0, 3:0, 1:1) | Norsko | Malmö Arena Návštěva: 734 |  |

| zpráva                                                      |                                                             |  |               |
| 20. Lehkonen, 23. a 35. Mäenalanen, 36. Nikko, 48. Leskinen | 20. Lehkonen, 23. a 35. Mäenalanen, 36. Nikko, 48. Leskinen |  | 57. Johnsgard |

| 28. prosince 2013 15:00 | Švédsko | 4:2 (1:1, 2:0, 1:1) | Finsko | Malmö Arena Návštěva: 11 604 |  |

| zpráva                                         |                                                |  |                             |
| 5. a 48. Wennberg, 35. Johnson, 37. De La Rose | 5. a 48. Wennberg, 35. Johnson, 37. De La Rose |  | 1. Lindell, 41. Ristolainen |

| 28. prosince 2013 19:00 | Rusko | 7:1 (2:1, 3:0, 2:0) | Švýcarsko | Malmö Arena Návštěva: 7543 |  |

| zpráva                                                                                           |                                                                                                  |  |           |
| 17. Barbašov, 18. Mironov, 27. Jakimov, 32. Barabanov, 33. Žafjarov, 49. Osnovin, 50. Grigorenko | 17. Barbašov, 18. Mironov, 27. Jakimov, 32. Barabanov, 33. Žafjarov, 49. Osnovin, 50. Grigorenko |  | 16. Fuchs |

| 29. prosince 2013 17:30 | Norsko | 0:10 (0:3, 0:3, 0:4) | Švédsko | Malmö Arena Návštěva: 11 296 |  |

| zpráva |  |  | |
|        |  |  | 4. Olofsson, 9., 16. a 26. Burakowsky, 22. Hägg, 30. Collberg, 44. Norell, 47. Wennberg, 52. Lindholme, 58. Sörensen |

| 30. prosince 2013 15:00 | Rusko | 1:4 (1:0, 0:3, 0:1) | Finsko | Malmö Arena Návštěva: 945 |  |

| zpráva      |             |  |                                                     |
| 6. Vasiljev | 6. Vasiljev |  | 23. Mäenalanen, 31. Haapala, 36. Kulmala, 48. Nikko |

| 30. prosince 2013 19:00 | Švýcarsko | 3:2 (0:1, 1:0, 2:1) | Norsko | Malmö Arena Návštěva: 418 |  |

| zpráva                               |                                      |  |                       |
| 35. Herzog, 47. Müller, 52. Rouiller | 35. Herzog, 47. Müller, 52. Rouiller |  | 10. Lesund, 49. Rasch |

| 31. prosince 2013 14:00 | Švédsko | 3:2 (2:0, 0:1, 1:1) | Rusko | Malmö Arena Návštěva: 11528 |  |

| zpráva                                   |                                          |  |                               |
| 4. Johnson, 18. Sörensen, 58. de la Rose | 4. Johnson, 18. Sörensen, 58. de la Rose |  | 25. Barabanov, 52. Grigorenko |

| 31. prosince 2013 18:00 | Finsko | 3:4 s.n. (1:1, 1:2, 1:0 - 0:0) | Švýcarsko | Malmö Arena Návštěva: 718 |  |

| zpráva                                  |                                         |  |                                                                  |
| 20. Pokka, 31. Mustonen, 41. Maenalanen | 20. Pokka, 31. Mustonen, 41. Maenalanen |  | 19. Schmutz, 27. Herzog, 30. Dunner, rozhodující nájezd Paschoud |

## O udržení
Německo zvítězilo 2:1 na zápasy a udrželo se v elitní skupině, Norové sestoupili do skupiny A I. divize 2015
| 2. ledna 2014 11:00 | Německo | 0:3 (0:0, 0:3, 0:0) | Norsko | Malmö Arena Návštěva: 294 |  |

| zpráva |  |  |                                          |
|        |  |  | 26. Ronnild, 27. Svendsen, 34. Klavestad |

| 3. ledna 2014 15:00 | Norsko | 3:4 (1:2, 2:0, 0:2) | Německo | Malmö Isstadion Návštěva: 463 |  |

| zpráva                                  |                                         |  |                                                 |
| 4. Karterud, 24. Nielsen, 35. Johnsgard | 4. Karterud, 24. Nielsen, 35. Johnsgard |  | 6. Ziegler, 8. a 48. Draisaitl, 47. Eisenschmid |

| 5. ledna 2014 12:00 | Německo | 3:1 (1:0, 1:0, 1:1) | Norsko | Malmö Isstadion Návštěva: 157 |  |

| zpráva                              |                                     |  |             |
| 20. Tiffels, 40. Kahun, 44. Klopper | 20. Tiffels, 40. Kahun, 44. Klopper |  | 55. Fischer |

## Play off

### Čtvrtfinále
| 2. ledna 2014 12:00 | USA | 3:5 (3:2, 0:2, 0:1) | Rusko | Malmö Isstadion Návštěva: 1876 |  |

| zpráva                                |                                       |  |                                                      |
| 9. Matteau, 12. Hartman, 17. Kerdiles | 9. Matteau, 12. Hartman, 17. Kerdiles |  | 7. Grigorenko, 10. a 60. Bučněvič, 34. a 35. Zadorov |

| 2. ledna 2014 14:30 | Finsko | 5:3 (1:1, 1:2, 3:0) | Česko | Malmö Arena Návštěva: 4085 |  |

| zpráva                                                          |                                                                 |  |                                    |
| 3. a 60. Mäenalanen, 39. J. Ikonen, 46. H. Ikonen, 52. Kinnunen | 3. a 60. Mäenalanen, 39. J. Ikonen, 46. H. Ikonen, 52. Kinnunen |  | 4. Simon, 32. Procházka, 35. Faksa |

| 2. ledna 2014 17:00 | Kanada | 4:1 (1:0, 1:1, 2:0) | Švýcarsko | Malmö Isstadion Návštěva: 2580 |  |

| zpráva                                              |                                                     |  |            |
| 19. G. Reinhart, 30. Mantha, 45. Lazar, 54. Pouliot | 19. G. Reinhart, 30. Mantha, 45. Lazar, 54. Pouliot |  | 40. Dunner |

| 2. ledna 2014 19:30 | Švédsko | 6:0 (2:0, 2:0, 2:0) | Slovensko | Malmö Arena Návštěva: 10857 |  |

| zpráva                                                               |
| 12. a 34. Wallmark, 19. Lindholm, 22. a 54. Forsberg, 56. de la Rose |

### Semifinále
| 4. ledna 2014 15:00 | Švédsko | 2:1 (1:0, 0:0, 1:1) | Rusko | Malmö Arena Návštěva: 11 725 |  |

| zpráva                      |                             |  |              |
| 20. Forsberg, 45. Sundqvist | 20. Forsberg, 45. Sundqvist |  | 47. Žafjarov |

| 4. ledna 2014 19:30 | Kanada | 1:5 (0:0, 1:3, 0:2) | Finsko | Malmö Arena Návštěva: 11 544 |  |

| zpráva     |            |  |                                                                    |
| 32. Drouin | 32. Drouin |  | 5. Nikko, 27. Lehkonen, 36. Ristolainen, 57. (TS) a 60. Teravainen |

### O 3. místo
| 5. ledna 2014 15:00 | Rusko | 2:1 (2:0, 0:0, 0:1) | Kanada | Malmö Arena Návštěva: 10 713 |  |

| zpráva                     |                            |  |               |
| 4. Grigorenko, 15. Gimatov | 4. Grigorenko, 15. Gimatov |  | 48. Morrissey |

### Finále
| 5. ledna 2014 19:00 | Švédsko | 2:3 po prodloužení (0:1, 1:1, 1:0 - 0:1) | Finsko | Malmö Arena Návštěva: 12 023 |  |

| zpráva                  |                         |  |                                             |
| 28. Wallmark, 51. Djoos | 28. Wallmark, 51. Djoos |  | 1. Lindell, 29. Mäenalanen, 70. Ristolainen |

## Konečné pořadí
| Por.             | Mistrovství světa | Z | V | VP | PP | P | GV | GI | +/- | B  |
| ---------------- | ----------------- | - | - | -- | -- | - | -- | -- | --- | -- |
| Zlatá medaile    | Finsko            | 7 | 4 | 1  | 1  | 1 | 27 | 16 | +11 | 15 |
| Stříbrná medaile | Švédsko           | 7 | 6 | 0  | 1  | 0 | 32 | 11 | +21 | 19 |
| Bronzová medaile | Rusko             | 7 | 4 | 0  | 0  | 3 | 29 | 14 | +15 | 12 |
| 4.               | Kanada            | 7 | 4 | 0  | 1  | 2 | 25 | 20 | +5  | 13 |
| 5.               | USA               | 5 | 3 | 0  | 0  | 2 | 24 | 12 | +12 | 9  |
| 6.               | Česko             | 5 | 1 | 1  | 0  | 3 | 13 | 18 | -5  | 5  |
| 7.               | Švýcarsko         | 5 | 1 | 1  | 0  | 3 | 12 | 21 | -9  | 5  |
| 8.               | Slovensko         | 5 | 1 | 0  | 0  | 4 | 16 | 23 | -7  | 3  |
| 9.               | Německo           | 7 | 3 | 0  | 0  | 4 | 14 | 31 | −17 | 9  |
| 10.              | Norsko            | 7 | 1 | 0  | 0  | 6 | 10 | 36 | −26 | 3  |

## Statistiky

### Tabulka produktivity
| Poř. | Hráč               | Stát      | Z | G | A  | B  | +/− | PTM |
| ---- | ------------------ | --------- | - | - | -- | -- | --- | --- |
| 1    | Teuvo Teräväinen   | Finsko    | 7 | 2 | 13 | 15 | +11 | 2   |
| 2    | Filip Forsberg     | Švédsko   | 7 | 4 | 8  | 12 | +3  | 2   |
| 3    | Saku Mäenalanen    | Finsko    | 7 | 7 | 4  | 11 | +9  | 0   |
| 4    | Anthony Mantha     | Kanada    | 7 | 5 | 6  | 11 | +6  | 0   |
| 5    | Martin Réway       | Slovensko | 5 | 4 | 6  | 10 | 0   | 4   |
| 6    | Dávid Gríger       | Slovensko | 5 | 3 | 7  | 10 | +1  | 0   |
| 7    | Jonathan Drouin    | Kanada    | 7 | 3 | 6  | 9  | +5  | 24  |
| 8    | Elias Lindholm     | Švédsko   | 6 | 2 | 7  | 9  | -1  | 6   |
| 9    | Michail Grigorenko | Rusko     | 7 | 5 | 3  | 8  | +6  | 0   |
| 10   | Milan Kolena       | Slovensko | 5 | 4 | 4  | 8  | −1  | 6   |

Z = Odehrané zápasy; G = Góly; A = Přihrávky na gól; B = Body; +/− = Plus/Minus; PTM = Počet trestných minut

### Úspěšnost brankářů
(odchytáno minimálně 40% minut svého týmu)
| Poř. | Hráč               | Země    | Čas    | OG | PGZ  | Úsp%  | ČK |
| ---- | ------------------ | ------- | ------ | -- | ---- | ----- | -- |
| 1    | Juuse Saros        | Finsko  | 344:53 | 9  | 1.57 | 94.30 | 0  |
| 2    | Andrej Vasilevskij | Rusko   | 327:50 | 10 | 1.83 | 93.33 | 0  |
| 3    | Oscar Dansk        | Švédsko | 369:42 | 11 | 1.79 | 92.86 | 1  |
| 4    | Joachim Svendsen   | Norsko  | 318:01 | 16 | 3.02 | 91.53 | 1  |
| 5    | Marek Langhamer    | Česko   | 243:47 | 12 | 2.95 | 90.62 | 0  |

Čas = Čas na ledě (minuty:sekundy); OG = Obdržené góly; PGZ = Průměr gólů na zápas; Úsp% = Procento úspěšných zásahů; ČK = Čistá konta

### Turnajová ocenění
|                            | Brankář     | Obránce            | Obránce            | Útočníci                             | Útočníci                             | Útočníci                             |
| -------------------------- | ----------- | ------------------ | ------------------ | ------------------------------------ | ------------------------------------ | ------------------------------------ |
| Ceny direktoriátu IIHF     | Oscar Dansk | Rasmus Ristolainen | Rasmus Ristolainen | Filip Forsberg (Nejužitečnější hráč) | Filip Forsberg (Nejužitečnější hráč) | Filip Forsberg (Nejužitečnější hráč) |
| All-Star Tým (podle médií) | Juuse Saros | Nikita Zadorov     | Rasmus Ristolainen | Anthony Mantha                       | Teuvo Teräväinen                     | Filip Forsberg                       |

## Medailisté
Finsko
Brankáři: Ville Husso, Janne Juvonen, Juuse Saros

Obránci: Julius Honka, Mikko Lehtonen, Esa Lindell, Ville Pokka, Rasmus Ristolainen, Juuso Vainio, Mikko Vainonen

Útočníci: Henrik Haapala, Henri Ikonen, Juuso Ikonen, Saku Kinnunen, Rasmus Kulmala, Artturi Lehkonen, Ville-Valtteri Leskinen, Aleksi Mustonen, Saku Mäenalanen, Joni Nikko, Topi Nättinen, Otto Rauhala, Teuvo Teräväinen.

Trenér: Karri Kivi
  Švédsko
Brankáři: Oscar Dansk, Marcus Högberg, Jonas Johansson

Obránci: Linus Arnesson, Lukas Bengtsson, Christian Djoos, Robert Hägg, Robin Norell, Gustaf Olofsson, Jesper Pettersson

Útočníci: André Burakovsky, Sebastian Collberg, Jacob de la Rose, Filip Forsberg, Andreas Johnson, Anton Karlsson, Erik Karlsson, Elias Lindholm, Filip Sandberg, Oskar Sundqvist, Nick Sörensen, Lucas Wallmark, Alexander Wennberg.

Trenér: Rikard Grönborg
  Rusko
Brankáři: Ivan Nalimov, Igor Ustinskij, Andrej Vasilevskij

Obránci: Alexej Běreglazov, Ilja Ljubuškin, Kiril Maslov, Andrej Mironov, Nikita Trjamkin, Valerij Vasiljev, Nikita Zadorov

Útočníci: Alexandr Barabanov, Ivan Barbašov, Pavel Bučněvič, Georgij Busarov, Eduard Gimatov, Michail Grigorenko, Vadim Chlopotov, Bogdan Jakimov, Vjačeslav Osnovin, Nikolaj Skladničenko, Anton Slepyšev, Valentin Zykov, Damir Žafjarov.

Trenér: Michail Varnakov

## I. divize
Skupina A se hrála od 15. do 21. prosince 2013 v Sanoku v Polsku, skupina B od 9. do 15. prosince 2013 v Dumfries ve Spojeném království.

### Skupina A
| Tým          | Z | V | VP | PP | P | VG | IG | B  |
| ------------ | - | - | -- | -- | - | -- | -- | -- |
| 1. Dánsko    | 5 | 5 | 0  | 0  | 0 | 20 | 10 | 15 |
| 2. Lotyšsko  | 5 | 4 | 0  | 0  | 1 | 23 | 7  | 12 |
| 3. Bělorusko | 5 | 3 | 0  | 0  | 2 | 23 | 14 | 9  |
| 4. Rakousko  | 5 | 2 | 0  | 0  | 3 | 10 | 14 | 6  |
| 5. Slovinsko | 5 | 0 | 1  | 0  | 4 | 11 | 28 | 2  |
| 6. Polsko    | 5 | 0 | 0  | 1  | 4 | 6  | 20 | 1  |

| postup do elitní skupiny | sestup do skupiny B I. divize |

### Skupina B
| Tým               | Z | V | VP | PP | P | VG | IG | B  |
| ----------------- | - | - | -- | -- | - | -- | -- | -- |
| 1. Itálie         | 5 | 3 | 2  | 0  | 0 | 20 | 14 | 13 |
| 2. Kazachstán     | 5 | 4 | 0  | 0  | 1 | 28 | 16 | 12 |
| 3. Francie        | 5 | 2 | 0  | 2  | 1 | 15 | 16 | 8  |
| 4. Ukrajina       | 5 | 2 | 0  | 0  | 3 | 11 | 15 | 6  |
| 5. Velká Británie | 5 | 1 | 1  | 1  | 2 | 13 | 20 | 6  |
| 6. Japonsko       | 5 | 0 | 0  | 0  | 5 | 17 | 23 | 0  |

| postup do skupiny A I. divize | sestup do skupiny A II. divize |

pozn: turnaj proběhl v prosinci 2013, ale o sestupu Británie pro neoprávněný start hráče Adama Jonese se rozhodlo až dodatečně koncem dubna 2014.

## II. divize
Skupina A se hrála od 15. do 21. prosince 2013 v Miskolci v Maďarsku, skupina B od 11. do 17. ledna 2014 v Jace ve Španělsku.

### Skupina A
| Tým           | Z | V | VP | PP | P | VG | IG | B  |
| ------------- | - | - | -- | -- | - | -- | -- | -- |
| 1. Maďarsko   | 5 | 5 | 0  | 0  | 0 | 34 | 7  | 15 |
| 2. Litva      | 5 | 3 | 1  | 0  | 1 | 21 | 14 | 11 |
| 3. Nizozemsko | 5 | 3 | 0  | 1  | 1 | 22 | 18 | 10 |
| 4. Estonsko   | 5 | 2 | 0  | 0  | 3 | 11 | 19 | 6  |
| 5. Rumunsko   | 5 | 1 | 0  | 0  | 4 | 8  | 20 | 3  |
| 6. Chorvatsko | 5 | 0 | 0  | 0  | 5 | 8  | 26 | 0  |

| postup do skupiny B I. divize | sestup do skupiny B II. divize |

### Skupina B
| Tým            | Z | V | VP | PP | P | VG | IG | B  |
| -------------- | - | - | -- | -- | - | -- | -- | -- |
| 1. Jižní Korea | 5 | 5 | 0  | 0  | 0 | 41 | 12 | 15 |
| 2. Španělsko   | 5 | 4 | 0  | 0  | 1 | 19 | 11 | 12 |
| 3. Srbsko      | 5 | 3 | 0  | 0  | 2 | 15 | 15 | 9  |
| 4. Austrálie   | 5 | 1 | 1  | 0  | 3 | 12 | 19 | 5  |
| 5. Island      | 5 | 1 | 0  | 1  | 3 | 20 | 19 | 4  |
| 6. Čína        | 5 | 0 | 0  | 0  | 5 | 9  | 40 | 0  |

| postup do skupiny A II. divize | sestup do III. divize |

## III. divize
Divize se hrála od 12. do 18. ledna 2014 v Izmiru v Turecku.
| Tým          | Z | V | VP | PP | P | VG | IG | B  |
| ------------ | - | - | -- | -- | - | -- | -- | -- |
| Belgie       | 5 | 5 | 0  | 0  | 0 | 37 | 3  | 15 |
| Nový Zéland  | 5 | 4 | 0  | 0  | 1 | 29 | 6  | 12 |
| Mexiko       | 5 | 2 | 1  | 0  | 2 | 16 | 11 | 8  |
| Turecko      | 5 | 2 | 0  | 1  | 2 | 10 | 24 | 7  |
| Jižní Afrika | 5 | 0 | 1  | 0  | 4 | 7  | 26 | 2  |
| Bulharsko    | 5 | 0 | 0  | 1  | 4 | 4  | 33 | 1  |

| postup do skupiny B II. divize |